# Rue Aubé
Ne doit pas être confondu avec Rue du Général-Aubé.
Pour les articles homonymes, voir Aubé.

Plan de l’île de la Cité où figurent le tribunal de commerce et la rue Aubé.

La rue Aubé est une ancienne rue de Paris située sur l'île de la Cité, aujourd'hui disparue.

## Situation
La rue Aubé était située dans l'actuel 4e arrondissement de Paris et plus précisément dans le quartier Notre-Dame, sur l’île de la Cité. Gustave Pessard indique en 1904 : « Aubé (rue) “quai de la Cité”, rue de Lutèce, 2 (Hôtel de ville, Notre-Dame, 4e arr. 70 m.). 
En 1910, le marquis de Rochegude indique que « cette rue suit le tracé de l'ancienne rue du Marché-aux-Fleurs qui allait de la rue de la Pelleterie à la rue de Constantine ».

## Origine du nom
Le nom de la rue fait référence à Ambroise Guillaume Aubé, président du tribunal de commerce de Paris,.

## Historique
Cette voie percée en 1865, n’a été dénommée qu’en 1873. La façade du conseil des prud'hommes donnait sur cette rue.
La rue Aubé a été englobée dans la place Louis-Lépine dénommée par l’arrêté du 27 janvier 1934,.
La rue Aubé a été déclassée par l’arrêté du 22 mai 1962.
Cette rue (ou l’emplacement de cette voie disparue) est désormais une allée en impasse à usage de parking, longeant la majeure partie de la façade est du tribunal de commerce et dont l’entrée s’effectue par le quai de la Corse. Elle a longtemps été partagée entre le personnel du tribunal, les riverains et les commerçants du marché aux fleurs. En 1999, une barrière automatique est installée pour qu'elle ne serve plus qu'aux salariés du tribunal.

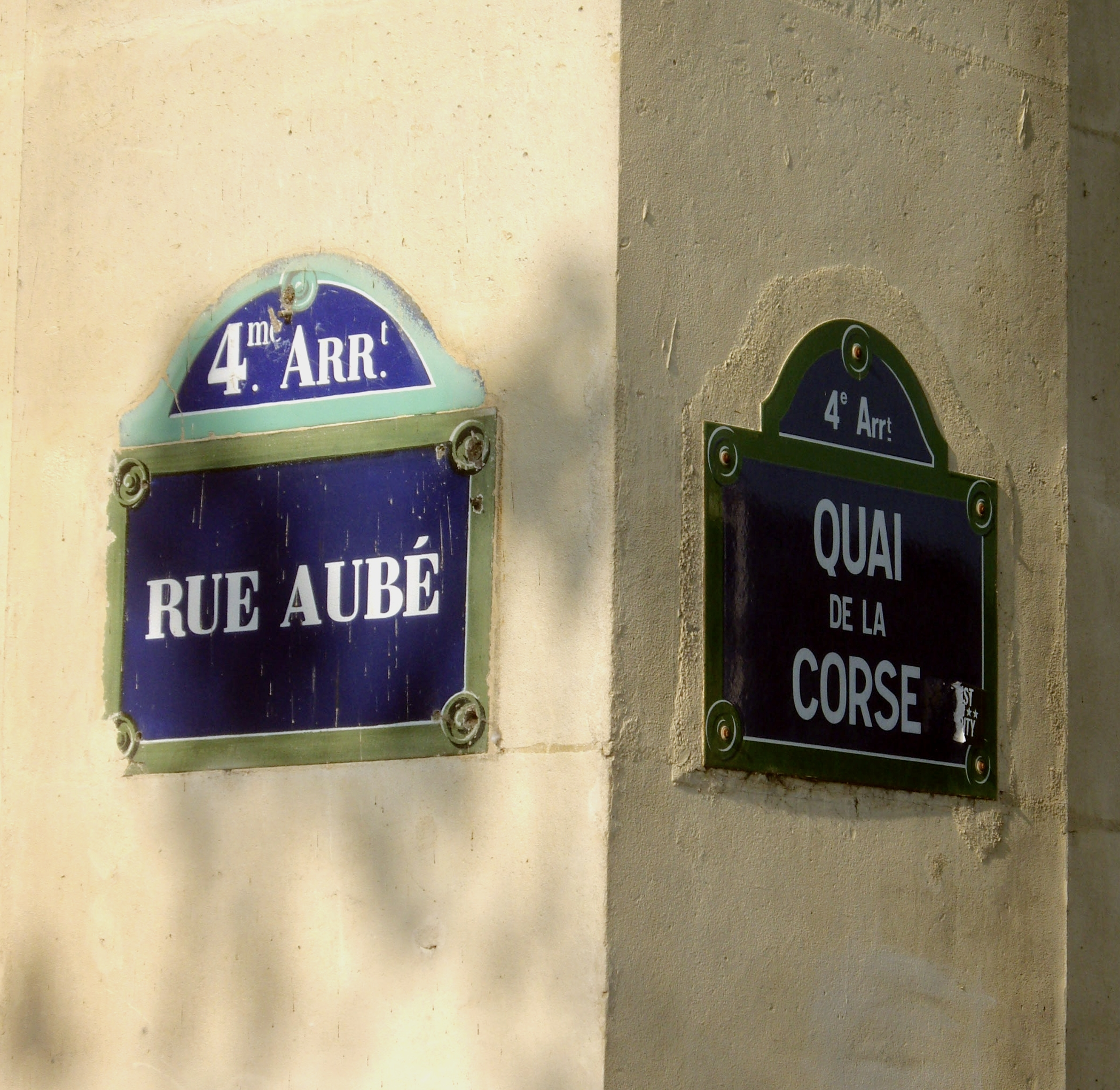
Plaque de la rue Aubé.
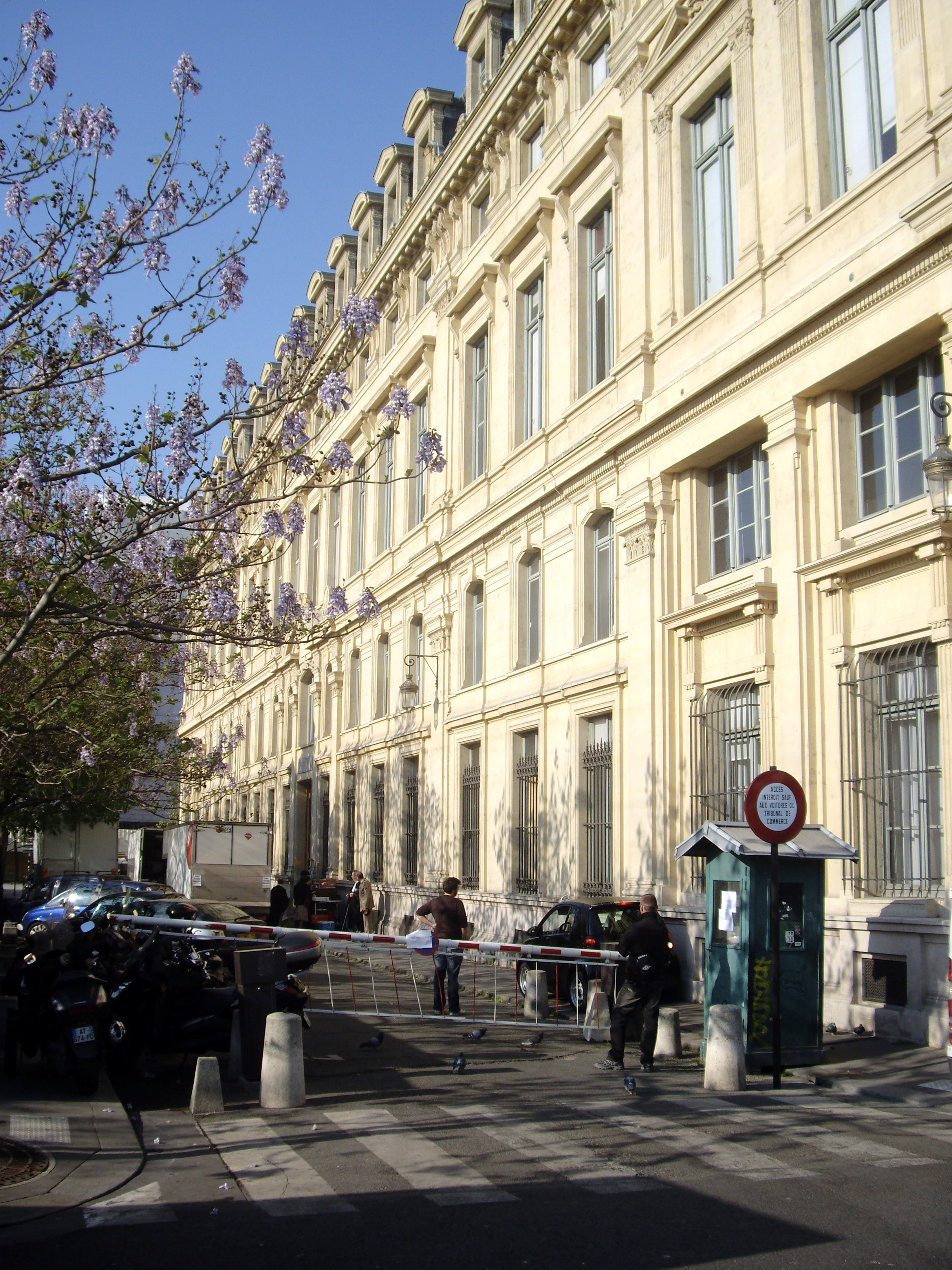
La rue Aubé depuis le quai de la Corse.
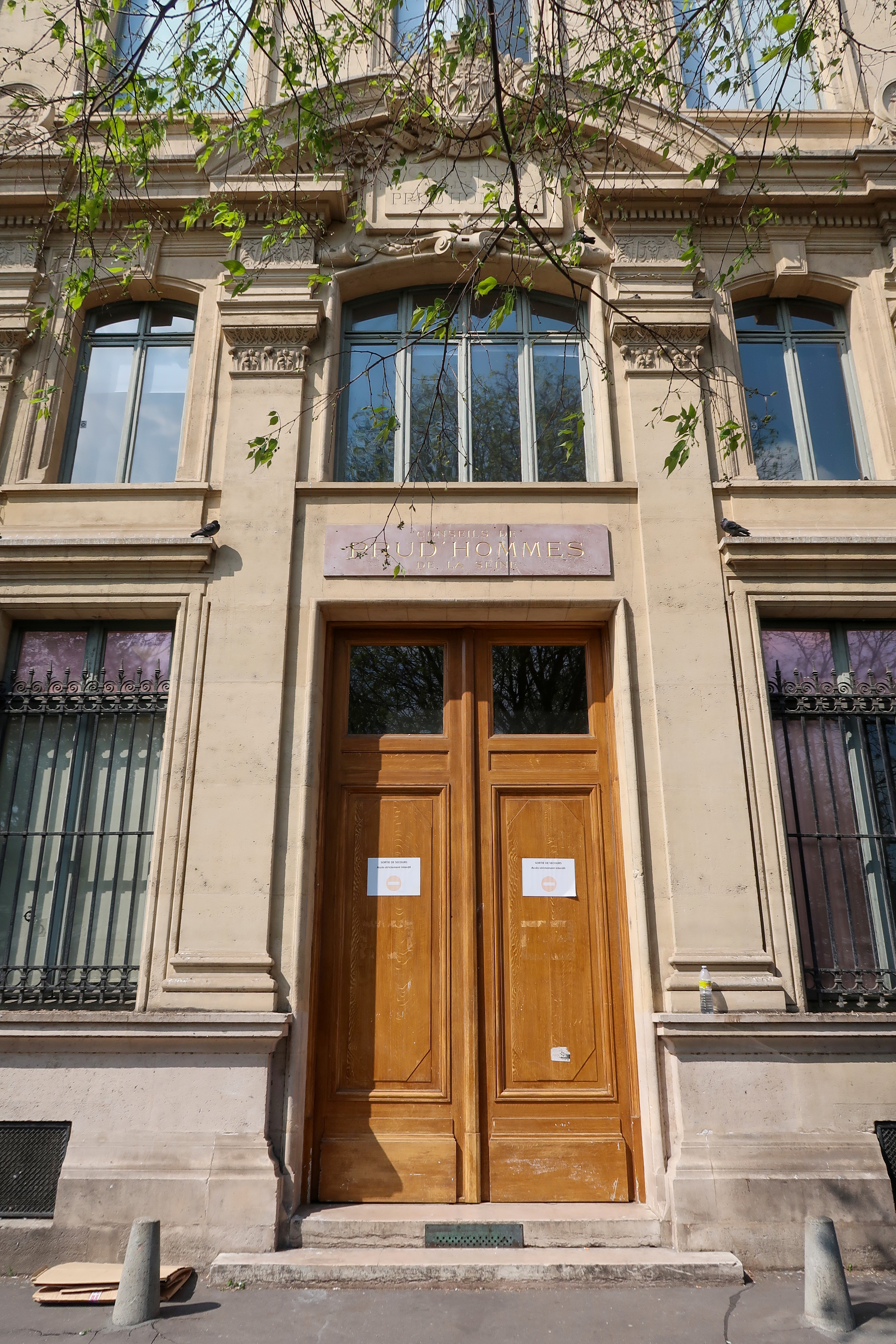
Conseil de prud'hommes de la Seine.
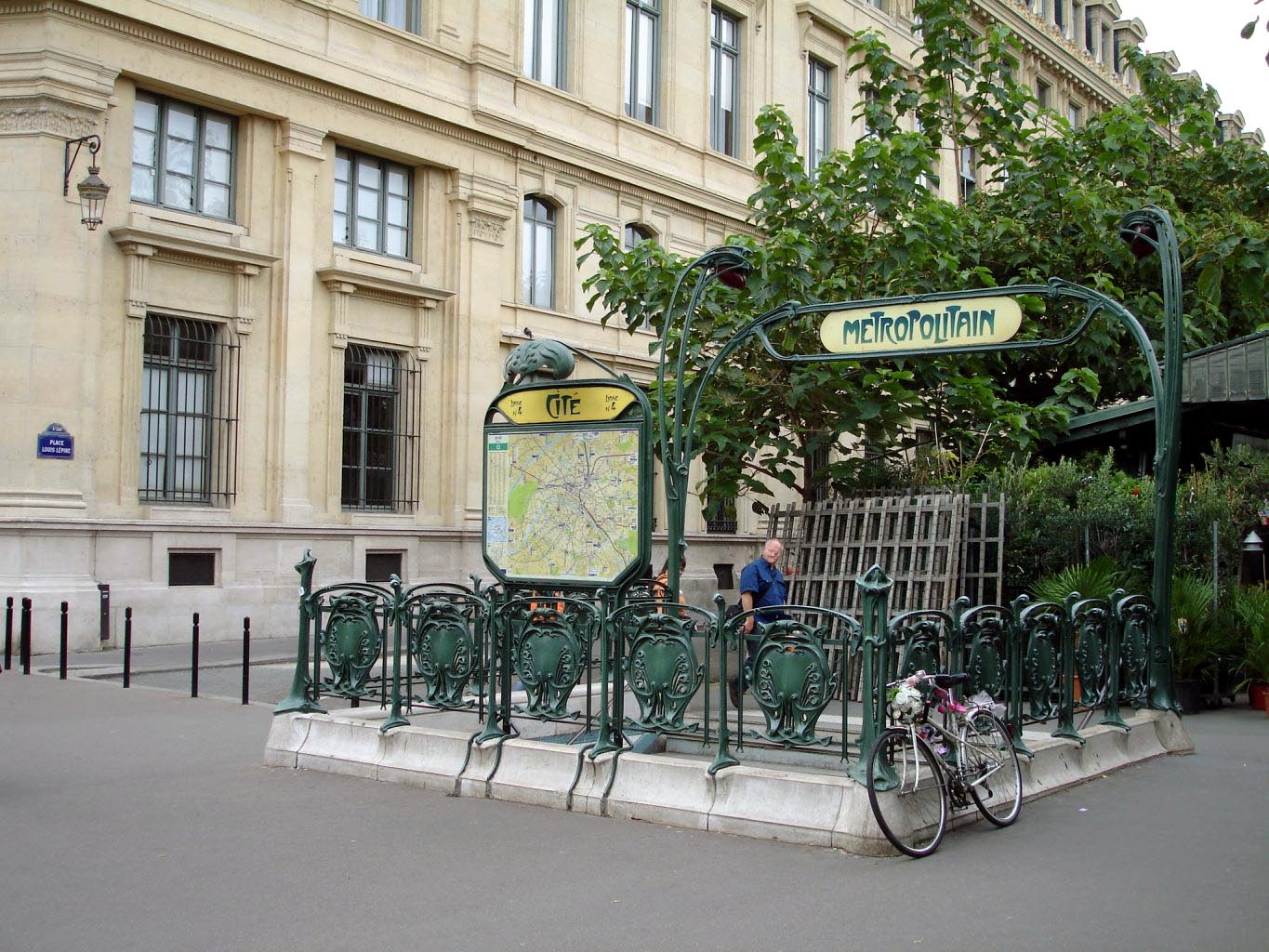
Aspect actuel de la façade du tribunal de commerce, côté place Louis-Lépine.